# گرین‌اکرز (واشینگتن)
گرین‌اکرز (به انگلیسی: Greenacres) یک منطقهٔ مسکونی در ایالات متحده آمریکا است که در شهرستان اسپوکن، واشینگتن واقع شده‌است. گرین‌اکرز ۸٫۷ کیلومتر مربع مساحت و ۵٬۱۵۸ نفر جمعیت دارد.